# Cameroon-Brazil Cable System
Cameroon-Brazil Cable System (kurz: CBCS) ist ein 5.900 km langes Seekabel, das Südamerika und Afrika miteinander verbindet. Es soll 2017 in Betrieb genommen werden.
Das Kabel verläuft dabei von Brasilien aus durch den südlichen Atlantischen Ozean nach Kamerun und verbindet so Südamerika mit Afrika. Mit dem South Atlantic Express und dem South Atlantic Cable System werden 2017 zwei weitere Seekabel in Betrieb genommen, die Südamerika mit Afrika verbinden.

## Landepunkte
- Fortaleza, Brasilien
- Kribi, Kamerun